# Алманиязов, Агыбай Алмасулы
Агыбай Алмасулы Алманиязов (каз. Ағыбай Алмасұлы Алманиязов; 24 сентября 1914, Казалинский район Кызылординской области — 14 июня 1992, Алма-Ата) — советский и казахстанский селекционер, доктор биологических наук (1953), профессор (1953), заслуженный деятель науки Казахстана (1966).

## Биография
Окончил Ташкентский сельскохозяйственный институт (1936).
В 1938—1941 годах агроном Южно-Казахстанского областного земельного управления, старший научный сотрудник Всесоюзного научно-исследовательского института хлопководства. В 1953—1959 годах заведующий кафедрой Ташкентского сельскохозяйственного института. В 1959—1984 годах заведующий кафедрой Казахского сельскохозяйственного института.
Занимался селекцией пшеницы, кукурузы, свеклы, бахчевых культур, люцерны и хлопка. Его исследования имели практическое значение для получения гетерозисного гибрида люцерны в Средней Азии и Казахстане. Алманиязов вывел сорта дыни «Казахстан-1» и «Казахстан-2».
Скончался 14 июня 1992 года, похоронен на Кенсайском кладбище.
Одна из центральных улиц города Казалы названа именем Алманиязова.

## Сочинения
- Горчица в Казахстане. — А., 1963.
- Сорта дыни и арбуза в Казахстане. — А., 1972.
- Фотоиндуцированные мутанты яровой пшеницы в Казахстане // Проблемы фотоэнергетики растений, Вып. 5. — А., 1978 (соавт.).